# Джерен Морай
Джерен Морай (тур. Ceren Moray; нар. 5 червня 1985 року, Діярбакир) — турецька кіно і телеактриса. Популярність здобула після фільмів «Kavak Yelleri» і «Моє чуже життя». 

## Життєпис
Народилася 5 червня 1985 року в Діярбакирі. Єдина дочка сім'ї державних службовців. Мати була з Кастамону, батько з Діярбакиру.  Через кілька років після її народження вони переїхали до Стамбулу. Навчалася в Університеті Галіч на театральному відділенні. 
Закінчила університет в 2009 році. Зніматися почала в 2003
Має чоловіка Nicco Brun, з яким одружилася в 2017 році. 

## Фільмографія
| Кіно         | Кіно                    | Кіно         | Кіно          |
| Рік          | Фільм                   | Роль         | Примітки      |
| ------------ | ----------------------- | ------------ | ------------- |
| 2014         | Bi Küçük Eylül Meselesi | Berrak       |               |
| 2015         | Yok Artık!              | Ebru         |               |
| 2016         | Olaylar Olaylar         | Merve        |               |
| 2016         | El Değmemiş Aşk         | Feryal       | Головна роль  |
| Телебачення  |                         |              |               |
| Рік          | Фільм                   | Роль         | Примітки      |
| 2003         | Serseri Aşıklar         |              |               |
| 2004         | Dayı                    | Simge        |               |
| 2005         | Nefes Nefese            | Ezgi         | Провідна роль |
| 2007 - 2008  | Лікарі / Doktorlar      | Senem        |               |
| 2007 - 2010  | Kavak Yelleri           | Sultan / Su  |               |
| 2012         | İşler Güçler            | Zehra Cengiz |               |
| 2014         | Моє чуже життя          | Ефсун        | Провідна роль |
| 2018         | Avlu                    | Azra Kaya    | Провідна роль |
| 2020         | Öğretmen                | Zeynep       | Провідна роль |
| 2021         | Yalancılar ve Mumları   | Elif Usman   | Провідна роль |
| 2023-günümüz | Брудний кошик           | Hayriye      | Провідна роль |